# Carl Petersén
Carl Jacob Karsten Petersén (Stoccolma, 18 aprile 1883 – 14 aprile 1963) è stato un ufficiale svedese.

## Biografia
Era il figlio di Carl Petersen, e di sua moglie, Ingeborg Tanberg. Nel 1910 sposò Esther Warodell.

## Carriera
Divenne un sottotenente del reggimento d'artiglieria (1903), capitano (1916) e maggiore dell'esercito (1932).
Partecipò alla Battaglia di Gallipoli (1915), alla guerra civile finlandese con il grado di tenente colonnello (1918) e a Varsavia (1919-1920), partecipò alla Commissione per lo scambio di popolazione civile greca e turca (1923-1925), per la Commissione bulgara (1926-1928), in Siria (1929).
È stato Capo del Dipartimento presso la Croce Rossa Internazionale a Parigi (1921-1937), Segretario Generale della Royal Sweeden Aero Club (1937-1939), Consigliere a Berlino (1939-1940).

## Morte
Morì il 14 aprile 1963 e fu sepolto il 27 giugno 1963 a Solna.